# Полтавская глинистая (порода кур)

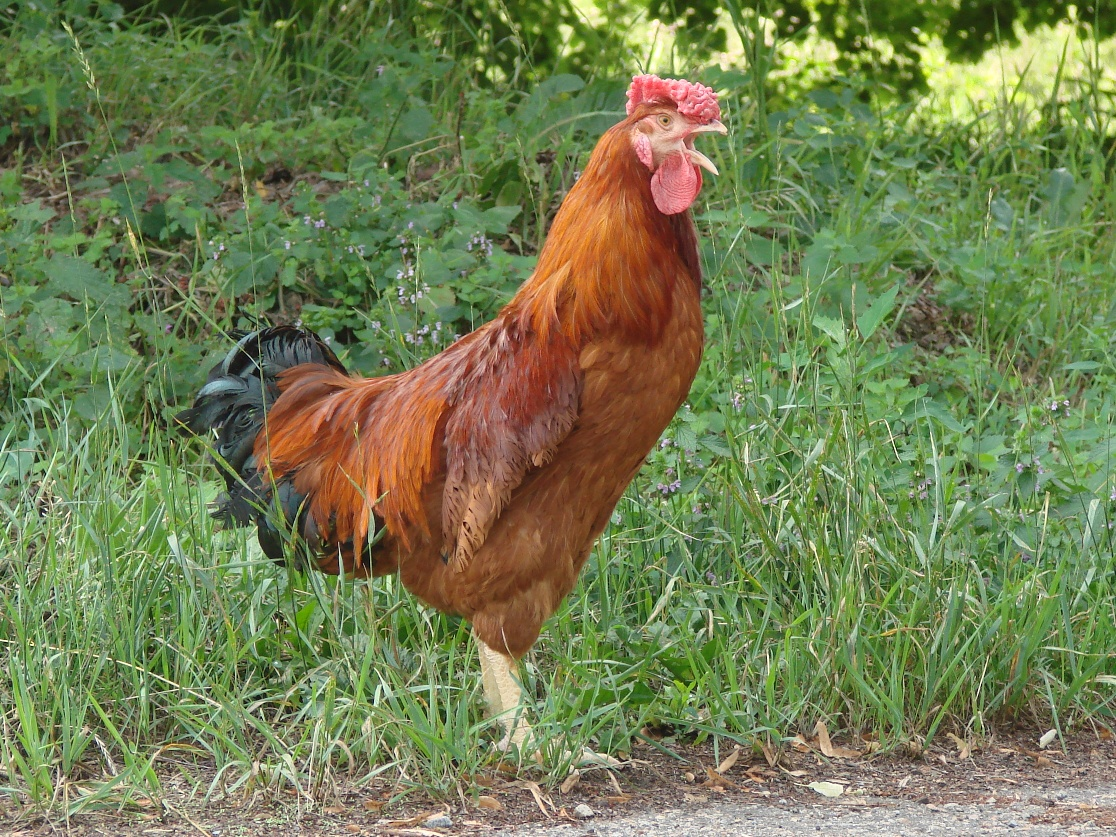
Крупный полтавский петух кричит

Полтавская глинистая — одна из разновидностей породы кур полтавская. Мясо-яичная разновидность распространенной породы.

## Описание
У кур светло- и темный перьевой покров с черной каймой по краям маховых и хвостовых перьев. Голова среднего размера. Клюв светло-коричневый, темен на конце. Глаза желтого или оранжевого цвета, мочки ушей красные в белую крапинку. Шея толстая, туловище овальное, крылья плотно прижаты к телу, грудка выпячена вперед. Ноги желтоватого оттенка, средней длины. Полтавский глинистый петух имеет темные желтые перья, золотистые перья — на шее, гребешок с пятью зубцами, и черным косицам хвоста.
Выводимость цыплят относительно низкая: достигает 80-82 %.

## Продуктивность
Средняя масса петухов достигает 3,2-3,4 килограмма, самок — 2,2 — 2,3 килограмма. Выход мяса достигает лишь 52 %, выход костей около 10 %. Мясо отличается приятным вкусом и сочностью. Яйценоскость составляет 260—275 яиц в год, весом около 59-61 грамма.

## Условия содержания
Полтавские глинистые куры в общем неприхотливы, они легко приспосабливаются к различным условиям, однако цыплята боятся холода. Птицы могут содержаться и на выгуле, и в клетках. Кур этой породы лучше всего содержать на сухой подстилке: на соломе, сене, торфе. Нужно регулярно обновлять подстилку. Рекомендуется использовать торф.
Куры питаются любым фуражом, едят и комбинированный корм. Особей породы зимой рекомендуется кормить два раза в сутки, днем лучше кормить птицу мягкой едой, вечером — зерном. Летом птицу кормят только один раз.

## Использование
Эта разновидность полтавской породы — мясо-яичная. Птицу часто содержат на крупных фермах, для промышленного хозяйства. Кур и петухов породы могут содержать и для частного хозяйства. Особи этой породы очень выносливы, легко приспосабливаются к любым условиям. В целом это распространенная порода домашней птицы.